# Joachim Gaultier du Mottay
Pour les articles homonymes, voir Gaultier.
Joachim Gaultier du Mottay est un archéologue, historien, numismate et collectionneur français né le 4 avril 1811 à Savenay et mort le 11 novembre 1883 à Plérin.

## Biographie
Fils de Félix Joseph Marie Gaultier du Mottay, conservateur des hypothèques, et petit-fils de Pierre François Guynot de Boismenu, Joachim François Marie Félix Gaultier du Mottay épouse Lucie Boüan du Chef-du-Bos.

## Œuvres
- Essai d'iconographie et d'hagiographie bretonne, 1869
- Répertoire archéologique du département des Côtes-du-Nord, Saint-Brieuc, 1872
- Discours prononcé le 1er septembre 1878 à la réunion de l'Association philo-technique de Saint-Brieuc (1878)
- Fouilles de Caulnes (Côtes-du-Nord). Substructions gallo-romaines de Caulnes (1864)
- Géographie départementale des Côtes-du-Nord (1862)

## Sources
- Yves Coativy, Joachim Gaultier du Mottay (1811-1883), numismate breton, 2017
- Paul Guérin, Dictionnaire des dictionnaires, Volume 4, 1886
- Jean-Yves Guiomar, Le bretonisme: les historiens bretons au XIXe siècle, 1987